# 걸스플래닛999 : 소녀대전의 참가자 목록
다음은 엠넷의 서바이벌 프로그램 《Girls Planet 999》의 참가자 목록이다.

## 참가자
| 그룹 | 소속사                                    | 참가자          | 국적            | 생년             | 순위             | 순위 | 순위 | 순위      | 순위     | 순위      | 순위          | 순위          | 순위          | 순위          | 순위          | 순위                             | 순위          | 순위          |
| 그룹 | 소속사                                    | 참가자          | 국적            | 생년             | 시그널 송 테스트 | 3회  | 5회  | 5회       | 5회      | 5회       | 8회           | 8회           | 9회           | 11회          | 11회          | <9IRLS NI9HT A9IT> 스페셜 라이브 | 12회          | 12회          |
| 그룹 | 소속사                                    | 참가자          | 국적            | 생년             | 시그널 송 테스트 | 셀   | 셀   | 셀        | 개인     | 개인      | 8회           | 8회           | 9회           | 11회          | 11회          | <9IRLS NI9HT A9IT> 스페셜 라이브 | 12회          | 12회          |
| 그룹 | 소속사                                    | 참가자          | 국적            | 생년             | #                | #    | #    | 환산 점수 | #        | 환산 점수 | #             | 환산 점수     | #             | #             | 환산 점수     | #                                | #             | 환산 점수     |
| ---- | ----------------------------------------- | --------------- | --------------- | ---------------- | ---------------- | ---- | ---- | --------- | -------- | --------- | ------------- | ------------- | ------------- | ------------- | ------------- | -------------------------------- | ------------- | ------------- |
| K    | 개인연습생                                | 김세인          | 대한민국        | 2005년 2월 14일  | K24              | 17   | 18   | 미공개    | K19      | 미공개    | 1차 순위 탈락 | 1차 순위 탈락 | 1차 순위 탈락 | 1차 순위 탈락 | 1차 순위 탈락 | 1차 순위 탈락                    | 1차 순위 탈락 | 1차 순위 탈락 |
| K    | 개인연습생                                | 김유빈          | 대한민국        | 1999년 3월 2일   | K29              | 32   | 31   | 미공개    | K31      | 미공개    | 1차 순위 탈락 | 1차 순위 탈락 | 1차 순위 탈락 | 1차 순위 탈락 | 1차 순위 탈락 | 1차 순위 탈락                    | 1차 순위 탈락 | 1차 순위 탈락 |
| K    | 개인연습생                                | 김혜림          | 대한민국        | 1999년 6월 30일  | K04              | 22   | 20   | 미공개    | K20      | 미공개    | K15           | 미공개        | 2차 순위 탈락 | 2차 순위 탈락 | 2차 순위 탈락 | 2차 순위 탈락                    | 2차 순위 탈락 | 2차 순위 탈락 |
| K    | 개인연습생                                | 이연경          | 대한민국        | 2003년 3월 19일  | K33              | 24   | 21   | 미공개    | K22      | 미공개    | 1차 순위 탈락 | 1차 순위 탈락 | 1차 순위 탈락 | 1차 순위 탈락 | 1차 순위 탈락 | 1차 순위 탈락                    | 1차 순위 탈락 | 1차 순위 탈락 |
| K    | 개인연습생                                | 정지윤          | 대한민국        | 2000년 9월 15일  | K05 (P5)         | 3    | 3    | 2,048,599 | K15      | 미공개    | K12           | 미공개        | 2차 순위 탈락 | 2차 순위 탈락 | 2차 순위 탈락 | 2차 순위 탈락                    | 2차 순위 탈락 | 2차 순위 탈락 |
| K    | 개인연습생                                | 한다나          | 대한민국        | 2001년 10월 2일  | K16              | 31   | 32   | 미공개    | K33      | 미공개    | 1차 순위 탈락 | 1차 순위 탈락 | 1차 순위 탈락 | 1차 순위 탈락 | 1차 순위 탈락 | 1차 순위 탈락                    | 1차 순위 탈락 | 1차 순위 탈락 |
| K    | 143엔터테인먼트                           | 강예서          | 대한민국        | 2005년 8월 22일  | K13 (P2)         | 4    | 4    | 1,912,854 | K02 (P8) | 1,744,198 | K04 (P12)     | 2,475,538     | K04 (P11)     | K05 (P12)     | 1,248,877     | K06 (P6)                         | K06 (P6)      | 770,561       |
| K    | 미스틱스토리                              | 김수연          | 대한민국        | 2003년 1월 28일  | K19              | 8    | 8    | 640,747   | K08      | 미공개    | K10           | 미공개        | K07 (P20)     | K08 (P17)     |               | K07 (P7)                         | K07 (P10)     |               |
| K    | 블록베리크리에이티브                      | 류시온          | 대한민국        | 2001년 3월 7일   | K21              | 33   | 29   | 미공개    | K28      | 미공개    | 1차 순위 탈락 | 1차 순위 탈락 | 1차 순위 탈락 | 1차 순위 탈락 | 1차 순위 탈락 | 1차 순위 탈락                    | 1차 순위 탈락 | 1차 순위 탈락 |
| K    | 블록베리크리에이티브                      | 정민            | 대한민국        | 2004년 8월 5일   | K25              | 20   | 23   | 미공개    | K30      | 미공개    | 1차 순위 탈락 | 1차 순위 탈락 | 1차 순위 탈락 | 1차 순위 탈락 | 1차 순위 탈락 | 1차 순위 탈락                    | 1차 순위 탈락 | 1차 순위 탈락 |
| K    | 블록베리크리에이티브                      | 최예영          | 대한민국        | 2000년 5월 31일  | K02              | 10   | 10   | 490,970   | K13      | 미공개    | K17           | 미공개        | 2차 순위 탈락 | 2차 순위 탈락 | 2차 순위 탈락 | 2차 순위 탈락                    | 2차 순위 탈락 | 2차 순위 탈락 |
| K    | 비스킷엔터테인먼트                        | 서영은          | 대한민국        | 2004년 12월 27일 | K10 (P6)         | 2    | 2    | 2,649,735 | K04      | 미공개    | K05 (P16)     | 2,015,176     | K05 (P12)     | K03 (P9)      | 1,524,572     | K04 (P4)                         | K05 (P5)      | 781,657       |
| K    | 비트미디어엔터테인먼트                    | 이혜원          | 대한민국        | 2004년 10월 28일 | K08              | 14   | 14   | 419,671   | K18      | 미공개    | K14           | 미공개        | 2차 순위 탈락 | 2차 순위 탈락 | 2차 순위 탈락 | 2차 순위 탈락                    | 2차 순위 탈락 | 2차 순위 탈락 |
| K    | 에버모어 엔터테인먼트                     | 이선우          | 대한민국        | 2003년 2월 22일  | K12              | 26   | 24   | 미공개    | K24      | 미공개    | 1차 순위 탈락 | 1차 순위 탈락 | 1차 순위 탈락 | 1차 순위 탈락 | 1차 순위 탈락 | 1차 순위 탈락                    | 1차 순위 탈락 | 1차 순위 탈락 |
| K    | 에프이엔티                                | 김도아          | 대한민국        | 2003년 12월 4일  | K09              | 6    | 6    | 1,134,128 | K05      | 미공개    | K09           | 미공개        | 2차 순위 탈락 | 2차 순위 탈락 | 2차 순위 탈락 | 2차 순위 탈락                    | 2차 순위 탈락 | 2차 순위 탈락 |
| K    | 에프이엔티                                | 이나연          | 대한민국        | 2001년 11월 24일 | K18              | 25   | 27   | 미공개    | K23      | 미공개    | 1차 순위 탈락 | 1차 순위 탈락 | 1차 순위 탈락 | 1차 순위 탈락 | 1차 순위 탈락 | 1차 순위 탈락                    | 1차 순위 탈락 | 1차 순위 탈락 |
| K    | 웨이크원                                  | 김채현          | 대한민국        | 2002년 4월 26일  | K23              | 7    | 5    | 1,153,957 | K03 (P9) |           | K02 (P9)      |               | K03 (P8)      | K04 (P11)     |               | K01 (P1)                         | K01 (P1)      |               |
| K    | 웨이크원                                  | 서지민          | 대한민국        | 2005년 2월 7일   | K28              | 23   | 28   | 미공개    | K29      | 미공개    | 1차 순위 탈락 | 1차 순위 탈락 | 1차 순위 탈락 | 1차 순위 탈락 | 1차 순위 탈락 | 1차 순위 탈락                    | 1차 순위 탈락 | 1차 순위 탈락 |
| K    | 웨이크원                                  | 조하은          | 대한민국        | 2004년 8월 25일  | K31              | 30   | 33   | 미공개    | K32      | 미공개    | 1차 순위 탈락 | 1차 순위 탈락 | 1차 순위 탈락 | 1차 순위 탈락 | 1차 순위 탈락 | 1차 순위 탈락                    | 1차 순위 탈락 | 1차 순위 탈락 |
| K    | 젤리피쉬엔터테인먼트                      | 김다연          | 대한민국        | 2003년 3월 2일   | K01              | 9    | 9    | 589,272   | K07      | 미공개    | K03 (P10)     |               | K01 (P2)      | K01 (P2)      |               | K03 (P3)                         | K04 (P4)      |               |
| K    | 큐브엔터테인먼트                          | 이윤지          | 대한민국        | 2002년 1월 23일  | K07              | 29   | 26   | 미공개    | K26      | 미공개    | 1차 순위 탈락 | 1차 순위 탈락 | 1차 순위 탈락 | 1차 순위 탈락 | 1차 순위 탈락 | 1차 순위 탈락                    | 1차 순위 탈락 | 1차 순위 탈락 |
| K    | 큐브엔터테인먼트                          | 최유진          | 대한민국        | 1996년 8월 12일  | K06 (P7)         | 1    | 1    | 2,929,629 | K01 (P4) |           | K01 (P5)      |               | K02 (P6)      | K02 (P5)      |               | K02 (P2)                         | K03 (P3)      |               |
| K    | 티오피미디어                              | 귄마야          | 대한민국 · 미국 | 2006년 6월 19일  | K27              | 16   | 11   | 485,596   | K09      | 미공개    | K06 (P17)     |               | K09 (P24)     | K09 (P25)     | 미공개        | K08 (P8)                         | K08 (P11)     |               |
| K    | 티오피미디어                              | 안정민          | 대한민국        | 2004년 7월 2일   | K30              | 12   | 15   | 392,201   | K17      | 미공개    | K13           | 미공개        | 2차 순위 탈락 | 2차 순위 탈락 | 2차 순위 탈락 | 2차 순위 탈락                    | 2차 순위 탈락 | 2차 순위 탈락 |
| K    | 판타지오                                  | 김예은          | 대한민국        | 2004년 10월 19일 | K32              | 28   | 25   | 미공개    | K25      | 미공개    | 1차 순위 탈락 | 1차 순위 탈락 | 1차 순위 탈락 | 1차 순위 탈락 | 1차 순위 탈락 | 1차 순위 탈락                    | 1차 순위 탈락 | 1차 순위 탈락 |
| K    | 플레이엠엔터테인먼트                      | 휴닝바히에      | 대한민국 · 미국 | 2004년 7월 27일  | K26              | 5    | 7    |           | K06      | 미공개    | K08 (P24)     |               | K06 (P13)     | K06 (P13)     |               | K05 (P5)                         | K02 (P2)      |               |
| K    | 하이라인엔터테인먼트                      | 유다연          | 대한민국        | 1998년 1월 15일  | K20              | 15   | 19   | 미공개    | K14      | 미공개    | 1차 순위 탈락 | 1차 순위 탈락 | 1차 순위 탈락 | 1차 순위 탈락 | 1차 순위 탈락 | 1차 순위 탈락                    | 1차 순위 탈락 | 1차 순위 탈락 |
| K    | FNC엔터테인먼트                           | 김보라          | 대한민국        | 1999년 3월 3일   | K03              | 19   | 16   |           | K12      | 미공개    | K07 (P21)     |               | K08 (P21)     | K07 (P15)     |               | K09 (P11)                        | K09 (P15)     |               |
| K    | FNC엔터테인먼트                           | 이채윤          | 대한민국        | 2005년 9월 19일  | K17              | 11   | 13   |           | K16      | 미공개    | K18           | 미공개        | 2차 순위 탈락 | 2차 순위 탈락 | 2차 순위 탈락 | 2차 순위 탈락                    | 2차 순위 탈락 | 2차 순위 탈락 |
| K    | FNC엔터테인먼트                           | 허지원          | 대한민국        | 2000년 9월 4일   | K11              | 13   | 12   |           | K11      | 미공개    | K16           | 미공개        | 2차 순위 탈락 | 2차 순위 탈락 | 2차 순위 탈락 | 2차 순위 탈락                    | 2차 순위 탈락 | 2차 순위 탈락 |
| K    | MNH엔터테인먼트                           | 심승은          | 대한민국        | 2000년 12월 27일 | K14              | 21   | 22   | 미공개    | K21      | 미공개    | 1차 순위 탈락 | 1차 순위 탈락 | 1차 순위 탈락 | 1차 순위 탈락 | 1차 순위 탈락 | 1차 순위 탈락                    | 1차 순위 탈락 | 1차 순위 탈락 |
| K    | MNH엔터테인먼트                           | 최혜린          | 대한민국        | 2003년 3월 21일  | K15              | 27   | 30   | 미공개    | K27      | 미공개    | 1차 순위 탈락 | 1차 순위 탈락 | 1차 순위 탈락 | 1차 순위 탈락 | 1차 순위 탈락 | 1차 순위 탈락                    | 1차 순위 탈락 | 1차 순위 탈락 |
| K    | YESIM엔터테인먼트                         | 윤지아          | 대한민국        | 2004년 1월 16일  | K22              | 18   | 17   |           | K10      | 미공개    | K11           | 미공개        | 2차 순위 탈락 | 2차 순위 탈락 | 2차 순위 탈락 | 2차 순위 탈락                    | 2차 순위 탈락 | 2차 순위 탈락 |
| C    | 개인연습생                                | 령척잉          | 홍콩            | 1997년 12월 16일 | C03              | 11   | 13   | 431,400   | C21      | 미공개    | C18           | 미공개        | 2차 순위 탈락 | 2차 순위 탈락 | 2차 순위 탈락 | 2차 순위 탈락                    | 2차 순위 탈락 | 2차 순위 탈락 |
| C    | 개인연습생                                | 리이만          | 중국            | 1997년 2월 18일  | C11              | 7    | 5    | 1,153,957 | C09      | 미공개    | C10           | 미공개        | 2차 순위 탈락 | 2차 순위 탈락 | 2차 순위 탈락 | 2차 순위 탈락                    | 2차 순위 탈락 | 2차 순위 탈락 |
| C    | 개인연습생                                | 시아옌          | 중국            | 2001년 7월 11일  | C10              | 24   | 21   | 미공개    | C08      | 미공개    | 1차 순위 탈락 | 1차 순위 탈락 | 1차 순위 탈락 | 1차 순위 탈락 | 1차 순위 탈락 | 1차 순위 탈락                    | 1차 순위 탈락 | 1차 순위 탈락 |
| C    | 개인연습생                                | 우태미          | 미국            | 2002년 9월 2일   | C04              | 9    | 9    | 589,272   | C23      | 미공개    | C17           | 미공개        | 2차 순위 탈락 | 2차 순위 탈락 | 2차 순위 탈락 | 2차 순위 탈락                    | 2차 순위 탈락 | 2차 순위 탈락 |
| C    | 개인연습생                                | 차이빙          | 중국            | 1995년 11월 3일  | C28 (P8)         | 1    | 1    | 2,929,629 | C03 (P7) |           | C04 (P8)      |               | C08 (P26)     | C08 (P26)     | 미공개        | 3차 순위 탈락                    | 3차 순위 탈락 | 3차 순위 탈락 |
| C    | 개인연습생                                | 호쓰칭          | 홍콩            | 2004년 5월 20일  | C22              | 30   | 33   | 미공개    | C28      | 미공개    | 1차 순위 탈락 | 1차 순위 탈락 | 1차 순위 탈락 | 1차 순위 탈락 | 1차 순위 탈락 | 1차 순위 탈락                    | 1차 순위 탈락 | 1차 순위 탈락 |
| C    | 스타마스터엔터테인먼트                    | 원저            | 중국            | 1997년 8월 28일  | C05              | 17   | 18   | 미공개    | C11      | 미공개    | C05 (P15)     |               | C04 (P14)     | C04 (P14)     |               | C04 (P17)                        | C04 (P17)     |               |
| C    | 에프이엔티                                | 지아이          | 대만            | 2000년 1월 22일  | C12              | 13   | 12   | 467,491   | C12      | 미공개    | C16           | 미공개        | 2차 순위 탈락 | 2차 순위 탈락 | 2차 순위 탈락 | 2차 순위 탈락                    | 2차 순위 탈락 | 2차 순위 탈락 |
| C    | 엠아이돌엔터테인먼트                      | 린슈윈          | 대만            | 2000년 10월 25일 | C29              | 32   | 31   | 미공개    | C30      | 미공개    | 1차 순위 탈락 | 1차 순위 탈락 | 1차 순위 탈락 | 1차 순위 탈락 | 1차 순위 탈락 | 1차 순위 탈락                    | 1차 순위 탈락 | 1차 순위 탈락 |
| C    | 오리진 뮤직 인터내셔널 제이워크 뉴조이    | 황씽치아오      | 중국            | 1999년 11월 3일  | C26              | 4    | 4    | 1,912,854 | C04      | 미공개    | C03 (P7)      |               | C05 (P15)     | C05 (P16)     |               | C05 (P18)                        | C05 (P18)     |               |
| C    | 위에화엔터테인먼트                        | 쉬뤄웨이        | 오스트레일리아  | 2000년 9월 27일  | C24              | 15   | 19   | 미공개    | C19      | 미공개    | 1차 순위 탈락 | 1차 순위 탈락 | 1차 순위 탈락 | 1차 순위 탈락 | 1차 순위 탈락 | 1차 순위 탈락                    | 1차 순위 탈락 | 1차 순위 탈락 |
| C    | 위에화엔터테인먼트                        | 양쯔거          | 중국            | 2001년 1월 25일  | C15              | 16   | 11   | 485,596   | C17      | 미공개    | C11           | 미공개        | 2차 순위 탈락 | 2차 순위 탈락 | 2차 순위 탈락 | 2차 순위 탈락                    | 2차 순위 탈락 | 2차 순위 탈락 |
| C    | 위에화엔터테인먼트                        | 장찡            | 대만            | 2002년 6월 5일   | C06              | 33   | 29   | 미공개    | C22      | 미공개    | 1차 순위 탈락 | 1차 순위 탈락 | 1차 순위 탈락 | 1차 순위 탈락 | 1차 순위 탈락 | 1차 순위 탈락                    | 1차 순위 탈락 | 1차 순위 탈락 |
| C    | 위에화엔터테인먼트                        | 저우신위        | 중국            | 2002년 5월 25일  | C23              | 18   | 17   | 370,017   | C14      | 미공개    | C13           | 미공개        | C07 (P23)     | C07 (P22)     | 미공개        | 3차 순위 탈락                    | 3차 순위 탈락 | 3차 순위 탈락 |
| C    | 위에화엔터테인먼트                        | 젠쯔링          | 대만            | 2002년 3월 14일  | C16              | 21   | 22   | 미공개    | C27      | 미공개    | 1차 순위 탈락 | 1차 순위 탈락 | 1차 순위 탈락 | 1차 순위 탈락 | 1차 순위 탈락 | 1차 순위 탈락                    | 1차 순위 탈락 | 1차 순위 탈락 |
| C    | 위에화엔터테인먼트                        | 천신웨이        | 대만            | 2001년 1월 19일  | C33              | 10   | 10   | 490,970   | C05      | 미공개    | C06 (P18)     |               | C06 (P18)     | C06 (P18)     | 미공개        | 3차 순위 탈락                    | 3차 순위 탈락 | 3차 순위 탈락 |
| C    | 제이워크 뉴조이                           | 리우쓰치        | 중국            | 1999년 1월 7일   | C17              | 28   | 25   | 미공개    | C31      | 미공개    | 1차 순위 탈락 | 1차 순위 탈락 | 1차 순위 탈락 | 1차 순위 탈락 | 1차 순위 탈락 | 1차 순위 탈락                    | 1차 순위 탈락 | 1차 순위 탈락 |
| C    | 제이워크 뉴조이                           | 리우위한        | 중국            | 2005년 3월 3일   | C18              | 27   | 30   | 미공개    | C33      | 미공개    | 1차 순위 탈락 | 1차 순위 탈락 | 1차 순위 탈락 | 1차 순위 탈락 | 1차 순위 탈락 | 1차 순위 탈락                    | 1차 순위 탈락 | 1차 순위 탈락 |
| C    | 제이워크 뉴조이                           | 왕야러          | 중국            | 1998년 8월 18일  | C13              | 12   | 15   | 392,201   | C13      | 미공개    | C12           | 미공개        | 2차 순위 탈락 | 2차 순위 탈락 | 2차 순위 탈락 | 2차 순위 탈락                    | 2차 순위 탈락 | 2차 순위 탈락 |
| C    | 제이워크 뉴조이                           | 추이원메이시우  | 중국            | 1999년 10월 23일 | C25              | 25   | 27   | 미공개    | C26      | 미공개    | 1차 순위 탈락 | 1차 순위 탈락 | 1차 순위 탈락 | 1차 순위 탈락 | 1차 순위 탈락 | 1차 순위 탈락                    | 1차 순위 탈락 | 1차 순위 탈락 |
| C    | ECHO엔터테인먼트                          | 풍윙치          | 홍콩            | 2001년 10월 10일 | C20              | 26   | 24   | 미공개    | C29      | 미공개    | 1차 순위 탈락 | 1차 순위 탈락 | 1차 순위 탈락 | 1차 순위 탈락 | 1차 순위 탈락 | 1차 순위 탈락                    | 1차 순위 탈락 | 1차 순위 탈락 |
| C    | ETM활력시대 소니 뮤직 엔터테인먼트 차이나 | 수루이치        | 중국            | 2000년 8월 20일  | C02 (P4)         | 3    | 3    |           | C02 (P6) |           | C02 (P6)      |               | C02 (P7)      | C03 (P10)     |               | C01 (P9)                         | C03 (P13)     |               |
| C    | FILMKO                                    | 린천한          | 중국            | 2005년 7월 5일   | C30              | 32   | 32   | 미공개    | C25      | 미공개    | 1차 순위 탈락 | 1차 순위 탈락 | 1차 순위 탈락 | 1차 순위 탈락 | 1차 순위 탈락 | 1차 순위 탈락                    | 1차 순위 탈락 | 1차 순위 탈락 |
| C    | FNC엔터테인먼트                           | 쉬니엔츠        | 대만 · 베트남   | 2003년 6월 2일   | C08              | 5    | 7    |           | C16      | 미공개    | C15           | 미공개        | 2차 순위 탈락 | 2차 순위 탈락 | 2차 순위 탈락 | 2차 순위 탈락                    | 2차 순위 탈락 | 2차 순위 탈락 |
| C    | GRAMARIE                                  | 장루오페이      | 중국            | 2001년 2월 18일  | C14              | 19   | 16   |           | C18      | 미공개    | C14           | 미공개        | 2차 순위 탈락 | 2차 순위 탈락 | 2차 순위 탈락 | 2차 순위 탈락                    | 2차 순위 탈락 | 2차 순위 탈락 |
| C    | GRAMARIE                                  | 푸야닝          | 중국            | 1997년 7월 14일  | C07              | 8    | 8    |           | C07      | 미공개    | C07 (P22)     |               | C03 (P10)     | C02 (P8)      |               | C02 (P10)                        | C02 (P12)     |               |
| C    | STAR48                                    | 량지아오        | 중국            | 2003년 11월 1일  | C31              | 14   | 14   |           | C10      | 미공개    | C09           | 미공개        | 2차 순위 탈락 | 2차 순위 탈락 | 2차 순위 탈락 | 2차 순위 탈락                    | 2차 순위 탈락 | 2차 순위 탈락 |
| C    | STAR48                                    | 량치아오        | 중국            | 2003년 11월 1일  | C32              | 20   | 23   | 미공개    | C15      | 미공개    | 1차 순위 탈락 | 1차 순위 탈락 | 1차 순위 탈락 | 1차 순위 탈락 | 1차 순위 탈락 | 1차 순위 탈락                    | 1차 순위 탈락 | 1차 순위 탈락 |
| C    | STAR48                                    | 마위링          | 중국            | 1999년 10월 6일  | C27              | 22   | 20   | 미공개    | C24      | 미공개    | 1차 순위 탈락 | 1차 순위 탈락 | 1차 순위 탈락 | 1차 순위 탈락 | 1차 순위 탈락 | 1차 순위 탈락                    | 1차 순위 탈락 | 1차 순위 탈락 |
| C    | STAR48                                    | 왕치우루        | 중국            | 2003년 10월 2일  | C19              | 23   | 28   | 미공개    | C32      | 미공개    | 1차 순위 탈락 | 1차 순위 탈락 | 1차 순위 탈락 | 1차 순위 탈락 | 1차 순위 탈락 | 1차 순위 탈락                    | 1차 순위 탈락 | 1차 순위 탈락 |
| C    | T엔터테인먼트                             | 쉬쯔인          | 중국            | 1996년 5월 6일   | C09              | 6    | 6    |           | C06      | 미공개    | C08 (P23)     |               | 자진 하차     | 자진 하차     | 자진 하차     | 자진 하차                        | 자진 하차     | 자진 하차     |
| C    | TOP CLASS엔터테인먼트                     | 구이저우        | 중국            | 2003년 1월 18일  | C21              | 29   | 26   | 미공개    | C20      | 미공개    | 1차 순위 탈락 | 1차 순위 탈락 | 1차 순위 탈락 | 1차 순위 탈락 | 1차 순위 탈락 | 1차 순위 탈락                    | 1차 순위 탈락 | 1차 순위 탈락 |
| C    | TOP CLASS엔터테인먼트                     | 션샤오팅        | 중국            | 1999년 11월 12일 | C01 (P3)         | 2    | 2    |           | C01 (P2) |           | C01 (P1)      |               | C01 (P1)      | C01 (P1)      |               | C03 (P16)                        | C01 (P9)      |               |
| J    | 개인연습생                                | 나카무라 캬라   | 일본            | 2001년 12월 20일 | J32              | 32   | 31   | 미공개    | J33      | 미공개    | 1차 순위 탈락 | 1차 순위 탈락 | 1차 순위 탈락 | 1차 순위 탈락 | 1차 순위 탈락 | 1차 순위 탈락                    | 1차 순위 탈락 | 1차 순위 탈락 |
| J    | 개인연습생                                | 사쿠라이 미우   | 일본            | 2002년 1월 11일  | J15              | 9    | 9    | 589,272   | J08      | 미공개    | J11           | 미공개        | 2차 순위 탈락 | 2차 순위 탈락 | 2차 순위 탈락 | 2차 순위 탈락                    | 2차 순위 탈락 | 2차 순위 탈락 |
| J    | 개인연습생                                | 시마 모카       | 일본            | 2000년 11월 28일 | J25              | 18   | 17   | 370,017   | J26      | 미공개    | J16           | 미공개        | 2차 순위 탈락 | 2차 순위 탈락 | 2차 순위 탈락 | 2차 순위 탈락                    | 2차 순위 탈락 | 2차 순위 탈락 |
| J    | 개인연습생                                | 오카자키 모모코 | 일본            | 2003년 3월 3일   | J18              | 17   | 18   | 미공개    | J21      | 미공개    | 1차 순위 탈락 | 1차 순위 탈락 | 1차 순위 탈락 | 1차 순위 탈락 | 1차 순위 탈락 | 1차 순위 탈락                    | 1차 순위 탈락 | 1차 순위 탈락 |
| J    | 개인연습생                                | 이나바 비비안   | 일본            | 1999년 5월 16일  | J27              | 24   | 21   | 미공개    | J22      | 미공개    | 1차 순위 탈락 | 1차 순위 탈락 | 1차 순위 탈락 | 1차 순위 탈락 | 1차 순위 탈락 | 1차 순위 탈락                    | 1차 순위 탈락 | 1차 순위 탈락 |
| J    | 개인연습생                                | 이케마 루안     | 일본            | 2004년 3월 16일  | J29              | 28   | 25   | 미공개    | J14      | 미공개    | J07 (P19)     |               | J05 (P16)     | J05 (P19)     | 미공개        | 3차 순위 탈락                    | 3차 순위 탈락 | 3차 순위 탈락 |
| J    | 개인연습생                                | 카미모토 코토네 | 일본            | 2004년 3월 10일  | J10              | 16   | 11   | 485,596   | J13      | 미공개    | J09           | 미공개        | J09 (P25)     | J09 (P24)     | 미공개        | 3차 순위 탈락                    | 3차 순위 탈락 | 3차 순위 탈락 |
| J    | 개인연습생                                | 카미쿠라 레이   | 일본            | 2004년 8월 1일   | J16              | 15   | 19   | 미공개    | J25      | 미공개    | 1차 순위 탈락 | 1차 순위 탈락 | 1차 순위 탈락 | 1차 순위 탈락 | 1차 순위 탈락 | 1차 순위 탈락                    | 1차 순위 탈락 | 1차 순위 탈락 |
| J    | 개인연습생                                | 칸노 미유       | 일본            | 2002년 7월 11일  | J26              | 30   | 33   | 미공개    | J31      | 미공개    | 1차 순위 탈락 | 1차 순위 탈락 | 1차 순위 탈락 | 1차 순위 탈락 | 1차 순위 탈락 | 1차 순위 탈락                    | 1차 순위 탈락 | 1차 순위 탈락 |
| J    | 개인연습생                                | 쿠보 레이나     | 일본            | 1999년 10월 28일 | J05              | 10   | 10   | 490,970   | J10      | 미공개    | J10           | 미공개        | 2차 순위 탈락 | 2차 순위 탈락 | 2차 순위 탈락 | 2차 순위 탈락                    | 2차 순위 탈락 | 2차 순위 탈락 |
| J    | 개인연습생                                | 키타지마 유나   | 일본            | 2002년 10월 3일  | J24              | 31   | 32   | 미공개    | J32      | 미공개    | 1차 순위 탈락 | 1차 순위 탈락 | 1차 순위 탈락 | 1차 순위 탈락 | 1차 순위 탈락 | 1차 순위 탈락                    | 1차 순위 탈락 | 1차 순위 탈락 |
| J    | 개인연습생                                | 테라사키 히나   | 일본            | 2003년 12월 29일 | J20              | 33   | 29   | 미공개    | J28      | 미공개    | 1차 순위 탈락 | 1차 순위 탈락 | 1차 순위 탈락 | 1차 순위 탈락 | 1차 순위 탈락 | 1차 순위 탈락                    | 1차 순위 탈락 | 1차 순위 탈락 |
| J    | 143엔터테인먼트                           | 사카모토 마시로 | 일본            | 1999년 12월 16일 | J02              | 4    | 4    | 1,912,854 | J03 (P5) | 2,784,657 | J02 (P3)      | 4,578,784     | J02 (P4)      | J01 (P3)      | 2,314,788     | J03 (P14)                        | J02 (P8)      | 708,149       |
| J    | 비스킷엔터테인먼트                        | 무라카미 유메   | 일본            | 2000년 9월 26일  | J04              | 29   | 26   | 미공개    | J23      | 미공개    | 1차 순위 탈락 | 1차 순위 탈락 | 1차 순위 탈락 | 1차 순위 탈락 | 1차 순위 탈락 | 1차 순위 탈락                    | 1차 순위 탈락 | 1차 순위 탈락 |
| J    | 비스킷엔터테인먼트                        | 아라이 리사코   | 일본            | 1997년 6월 7일   | J07              | 6    | 6    | 1,134,128 | J16      | 미공개    | J15           | 미공개        | 2차 순위 탈락 | 2차 순위 탈락 | 2차 순위 탈락 | 2차 순위 탈락                    | 2차 순위 탈락 | 2차 순위 탈락 |
| J    | 에이벡스 매니지먼트                       | 아라타케 린카   | 일본            | 2003년 11월 19일 | J30              | 27   | 30   | 미공개    | J20      | 미공개    | 1차 순위 탈락 | 1차 순위 탈락 | 1차 순위 탈락 | 1차 순위 탈락 | 1차 순위 탈락 | 1차 순위 탈락                    | 1차 순위 탈락 | 1차 순위 탈락 |
| J    | 에이벡스 매니지먼트                       | 안도 린카       | 일본            | 2004년 8월 18일  | J13              | 21   | 22   | 미공개    | J19      | 미공개    | 1차 순위 탈락 | 1차 순위 탈락 | 1차 순위 탈락 | 1차 순위 탈락 | 1차 순위 탈락 | 1차 순위 탈락                    | 1차 순위 탈락 | 1차 순위 탈락 |
| J    | 에이벡스 매니지먼트                       | 에자키 히카루   | 일본            | 2004년 3월 12일  | J01 (P1)         | 3    | 3    | 2,048,599 | J02 (P3) | 3,138,429 | J03 (P4)      | 4,176,316     | J01 (P3)      | J02 (P4)      | 2,185,083     | J01 (P12)                        | J01 (P7)      | 713,322       |
| J    | 오스카 프로모션                           | 카와구치 유리나 | 일본            | 1999년 6월 19일  | J09              | 2    | 2    | 2,649,735 | J01 (P1) |           | J01 (P2)      |               | J02 (P5)      | J03 (P6)      |               | J02 (P13)                        | J03 (P14)     |               |
| J    | 젤리피쉬엔터테인먼트                      | 사카모토 시호나 | 일본            | 2001년 9월 26일  | J21              | 5    | 7    | 1,025,869 | J11      | 미공개    | J14           | 미공개        | 2차 순위 탈락 | 2차 순위 탈락 | 2차 순위 탈락 | 2차 순위 탈락                    | 2차 순위 탈락 | 2차 순위 탈락 |
| J    | BRIDGE                                    | 오키 후카       | 일본            | 2001년 9월 2일   | J23              | 25   | 27   | 미공개    | J30      | 미공개    | 1차 순위 탈락 | 1차 순위 탈락 | 1차 순위 탈락 | 1차 순위 탈락 | 1차 순위 탈락 | 1차 순위 탈락                    | 1차 순위 탈락 | 1차 순위 탈락 |
| J    | BRIDGE                                    | 하야시 후코     | 일본            | 2004년 8월 22일  | J08              | 20   | 23   | 미공개    | J15      | 미공개    | 1차 순위 탈락 | 1차 순위 탈락 | 1차 순위 탈락 | 1차 순위 탈락 | 1차 순위 탈락 | 1차 순위 탈락                    | 1차 순위 탈락 | 1차 순위 탈락 |
| J    | Catseye okinawa                           | 오쿠마 스모모   | 일본            | 2001년 6월 6일   | J19              | 22   | 20   | 미공개    | J29      | 미공개    | 1차 순위 탈락 | 1차 순위 탈락 | 1차 순위 탈락 | 1차 순위 탈락 | 1차 순위 탈락 | 1차 순위 탈락                    | 1차 순위 탈락 | 1차 순위 탈락 |
| J    | FCENM                                     | 키시다 리리카   | 일본            | 2002년 7월 2일   | J14              | 11   | 13   |           | J05      | 미공개    | J06 (P14)     |               | J07 (P19)     | J07 (P21)     | 미공개        | 3차 순위 탈락                    | 3차 순위 탈락 | 3차 순위 탈락 |
| J    | FCENM                                     | 하야세 하나     | 일본            | 2000년 2월 7일   | J28              | 19   | 16   |           | J27      | 미공개    | J18           | 미공개        | 2차 순위 탈락 | 2차 순위 탈락 | 2차 순위 탈락 | 2차 순위 탈락                    | 2차 순위 탈락 | 2차 순위 탈락 |
| J    | FNC엔터테인먼트                           | 메이            | 일본            | 2004년 11월 16일 | J12              | 1    | 1    |           | J04      | 미공개    | J08 (P20)     | J08 (P22)     | J08 (P23)     | J08 (P24)     | 미공개        | 3차 순위 탈락                    | 3차 순위 탈락 | 3차 순위 탈락 |
| J    | MLD엔터테인먼트                           | 노나카 샤나     | 일본            | 2003년 3월 13일  | J06              | 8    | 8    |           | J06      | 미공개    | J04 (P11)     |               | J04 (P9)      | J04 (P7)      |               | J04 (P15)                        | J04 (P16)     |               |
| J    | N.D.프로모션                              | 이토 미유       | 일본            | 2003년 1월 9일   | J31              | 23   | 28   | 미공개    | J12      | 미공개    | 1차 순위 탈락 | 1차 순위 탈락 | 1차 순위 탈락 | 1차 순위 탈락 | 1차 순위 탈락 | 1차 순위 탈락                    | 1차 순위 탈락 | 1차 순위 탈락 |
| J    | ND스튜디오                                | 나가이 마나미   | 일본            | 2002년 9월 21일  | J22              | 14   | 14   |           | J07      | 미공개    | J05 (P13)     |               | J06 (P17)     | J06 (P20)     | 미공개        | 3차 순위 탈락                    | 3차 순위 탈락 | 3차 순위 탈락 |
| J    | NiD아카데미                               | 야마우치 모아나 | 일본            | 2002년 1월 28일  | J03              | 13   | 12   |           | J18      | 미공개    | J13           | 미공개        | 2차 순위 탈락 | 2차 순위 탈락 | 2차 순위 탈락 | 2차 순위 탈락                    | 2차 순위 탈락 | 2차 순위 탈락 |
| J    | NiD아카데미                               | 쿠와하라 아야나 | 일본            | 2006년 12월 12일 | J11 (P9)         | 7    | 5    |           | J09      | 미공개    | J12           | 미공개        | 2차 순위 탈락 | 2차 순위 탈락 | 2차 순위 탈락 | 2차 순위 탈락                    | 2차 순위 탈락 | 2차 순위 탈락 |
| J    | NiD아카데미                               | 후지모토 아야카 | 일본            | 2001년 8월 31일  | J33              | 12   | 15   |           | J24      | 미공개    | J17           | 미공개        | 2차 순위 탈락 | 2차 순위 탈락 | 2차 순위 탈락 | 2차 순위 탈락                    | 2차 순위 탈락 | 2차 순위 탈락 |
| J    | NiD아카데미                               | 히야조 나고미   | 일본            | 2001년 12월 4일  | J17              | 26   | 24   | 미공개    | J17      | 미공개    | 1차 순위 탈락 | 1차 순위 탈락 | 1차 순위 탈락 | 1차 순위 탈락 | 1차 순위 탈락 | 1차 순위 탈락                    | 1차 순위 탈락 | 1차 순위 탈락 |

1. 1 2 3 4 5 6 7  플래닛패스 참가자